# Institut Montalembert
Pour les articles homonymes, voir Montalembert et Monta.
Le lycée Montalembert (surnommé « Monta ») ou plus exactement l’Institut Montalembert est un lycée privé catholique situé à Nogent-sur-Marne (Val-de-Marne, Île-de-France).
Cet établissement porte le nom de Charles de Montalembert (1810-1870), ami intime d'Henri Lacordaire, le restaurateur de l'Ordre dominicain en France au XIXe siècle.

## Histoire

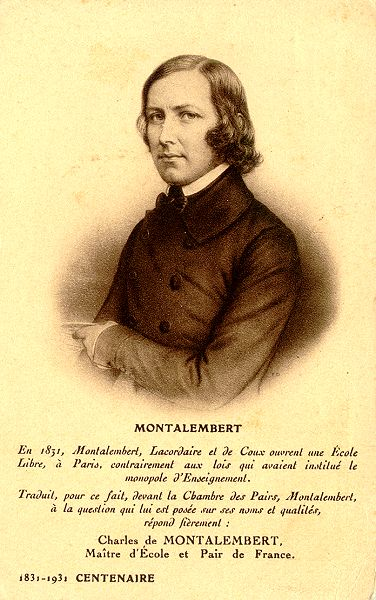
Charles de Montalembert en 1831

L’Institut Montalembert a été fondé par des sœurs dominicaines en 1927. Il est toujours sous tutelle de la Congrégation Romaine de Saint Dominique
Les dominicaines résidant jusqu’alors dans l’établissement ont quitté Montalembert en 1991.
La direction devient laïque au départ des sœurs, mais sous tutelle dominicaine. Actuellement sœur Élisabeth de Mandat-Grancey est déléguée par la prieure provinciale pour exercer la tutelle à Montalembert. Elle nomme le chef d’établissement en lien avec le directeur diocésain du diocèse de Créteil.

## Structure actuelle
L’Institut accueille aujourd’hui environ 1 350 élèves de la petite section de maternelle à la terminale. Le lycée propose trois sections réparties en quatre classes. En 2014, la répartition était : deux classes de terminale S, une de terminale ES et une de terminale L.
 Concernant le reste des classes, il y avait quatre classes de seconde générale, cinq classes par niveau au collège dont une classe "bi-langue" en sixième et cinquième dans laquelle l'allemand est étudié en tant que LV1, deux classes par niveau à l'école primaire et une classe par niveau en maternelle.
L'établissement se décline en 5 bâtiments, chacun étant déterminé par une lettre comprise entre A et E (inclus). Le bâtiment A accueille l'administration, l'aumônerie et la salle des professeurs du second degré, le B accueille le lycée et les laboratoires de sciences (hors technologie) ainsi que le restaurant scolaire et le foyer, rénovés et agrandis en 2019. Le bâtiment C inclut les niveaux du primaire et du collège (hors classes de 3ème). Le bâtiment D accueille une grande salle polyvalente, ainsi que les classes de 3ème. Enfin la bâtiment E concentre des salles de cours mixtes, le Centre de Documentation et d'Information (CDI), la chapelle Saint Dominique aux vitraux créés par Kim En Joong. Le bâtiment contient par ailleurs une salle de musique et deux salles d'arts ainsi que deux salles de technologie. Les maternelles y sont accueillis au rez-de-chaussée. L'établissement est, en outre, équipé d'un gymnase. Depuis 2019, des travaux d'agrandissement sont en cours pour de futurs laboratoires de sciences.
L’Institut Montalembert est le 31e meilleur lycée de France selon le palmarès de L’Express
et le 22e ex aequo selon L'Internaute en 2012.
En octobre 2011, des travaux ont débuté dans l'établissement : reconstruction d'un bâtiment sur deux étages et d'un autre destiné aux élèves de primaire.

## Patrimoine culturel
La chapelle de l’Institut Montalembert de Nogent-sur-Marne possédait depuis 2006 des vitraux dus à Kim En Joong, père dominicain et peintre coréen (né en 1940). Cette chapelle a été détruite en 2012 pour construire un nouveau bâtiment, avec une nouvelle chapelle.

## Anciens élèves
- Simone Dat (1927-2018), artiste peintre[8].
- Emma Becker (1988-), auteure du roman autobiographique Mr (2011)[9].
- Eloy Pechier (1996-), Mister France 2017[réf. nécessaire]